# Corina Indrei
Corina Indrei (n. 15 martie 1985, Cluj-Napoca) este o scrimeră română specializată pe floretă. A fost laureată cu bronz la Campionatul Mondial pentru cadeți din 2002 de la Antalya și cu aur pe echipe la Campionatul European pentru seniori din 2004 de la Copenhaga. A câștigat Campionatul Balcanic din 2005.